# Quinto Cássio Longino
Quinto Cássio Longino (em latim: Quintus Cassius Longinus; m. 46 a.C.), irmão ou primo de Caio Cássio Longino, um dos assassinos de Júlio César, foi governador na Hispânia Ulterior para César.

## História
Cássio foi triúnviro monetário (em latim: monetalis) em 55 a.C. e serviu como questor na Hispânia Ulterior para Pompeu no ano seguinte. Nas calendas, 1 de janeiro de 49 a.C., Caio Cláudio Marcelo e Lúcio Cornélio Lêntulo Crus assumiram seus mandatos como cônsules e receberam imediatamente cartas de César, cujo teor supostamente era o de uma declaração de guerra. César recebeu então ordens de renunciar ao seu comando ou seria declarado inimigo público. Depois de uma semana de correspondências, em 7 de janeiro de 49 a.C., o Senado, liderado por Lêntulo e Marcelo, passou um "senatus consultum ultimum" contra César. Os tribuno da plebe Marco Antônio e Quinto Cássio Longino fugiram com o emissário de César, o jovem Caio Escribônio Curião, e se encontraram com ele em Ravena. Em 10 de janeiro, César atravessou o Rubicão, dando início à guerra civil.
Cássio foi nomeado por ele governador da Hispânia, mas ele rapidamente ganhou fama por tratar os locais com grande crueldade e sua nomeação, no ano seguinte, para assumir o comando da guerra contra Juba I da Numídia deu-lhe mais desculpas para oprimir seus governados. O resultado foi uma revolta, duramente sufocada, em Córduba. Cássio puniu os líderes de forma extremamente cruel e tornou ainda mais difícil a vida dos habitantes da região.
Finalmente, em 46 a.C., parte de suas tropas se revoltou sob a liderança do questor Marcelo, que foi proclamado governador da província. Cássio chegou a ser cercado por em Ulia. Bógude, rei da Mauretânia, e Marco Emílio Lépido, procônsul da Hispânia Citerior, a quem Cássio apelou pedindo ajuda, negociaram um acordo com Marcelo pelo qual Cássio poderia seguir livre com as legiões que ainda lhe eram leais. Cássio enviou suas tropas para seus quartéis de inverno e embarcou num navio em Malaca levando consigo tudo o que conseguiu durante seus anos de exploração, mas acabou naufragando na foz do Ebro. Seu governo tirânico na Hispânia prejudicou muito a causa de César. O propretor Caio Trebônio assumiu o governo da Hispânia.